# 김태원 (2004년)
김태원(2004년 8월 20일~)은 대한민국의 배우이자 모델이다.
2014년 1월 13일(월요일, 당시 만9세 남짓)에, 영화 《4등》의 단역(신재영 역)을 통하여 영화 배우(아역)로 첫 데뷔를 하였으며, 이후 2015년 5월 15일(금요일, 당시 만10세 남짓)에서부터는 대교방송 TV 드라마 《어울림》에 처음 출연하면서부터 텔레비전 드라마 작품에도 출연하기 시작하였다.

## 학력
- 상일고등학교 (전퇴[4])→서울공연예술고등학교 무대미술학과(졸업)

## 출연작

### 영화
- 2014년 《4등》[5][6] ... 신재영[7] 역

### 드라마
- 《어울림》(대교방송, 2015년) ... 김기표[8] 역
- 《초간단 드라마》(JEI재능TV, 2016년) ... 태원 역
- 《봉인해제 13세》(JEI재능TV, 2017년) ... 마르코 역